# Грепо, Ана
А́на (Лилия́на) Грепо́ (хорв. Ana (Lilijana) Grepo; 5 марта 1969, Сплит, Хорватия, СФРЮ — 10 ноября 2011, Осиек, Хорватия) — хорватская фотомодель и предпринимательница, Мисс Далмация (1995)

## Биография
Ана Грепо родилась 5 марта 1969 года в городе Сплит (Хорватия) в семье рыбака Питара Грепо и его жены-домохозяйки Энджи Грепо. В 1990 году заняла второе место на конкурсе на титул королевы красоты Хорватии, а в следующем году стала Мисс Средиземноморье.
Во время гражданской войны в Хорватии Ана переехала из Осиека в Загреб. В 1995 году переехала в Милан (Италия), где работала моделью для различных модельных агентств. В период 1996—2005 Грепо работала в различных столицах моды, среди которых Мадрид, Париж, Лондон, Нью-Йорк и Токио.
Некоторое время Грепо жила с чемпионом Европы по тхэквондо и владельцем популярного загребского кафе Драганом Юрилем. Они также были деловыми партнёрами. В 2000 году Ана открыла собственное модельное агентство в столице родной Хорватии — в городе Загреб, считалась одной из главных фигур модельного бизнеса экс-Югославии и всей юго-восточной Европы.
В последние годы жизни Ана обратилась к религии. В 2011 году она вернулась в Осиек, чтобы ухаживать за больной матерью. Скончалась утром 10 ноября 2011 года у себя в ванной в результате несчастного случая от отравления угарным газом в возрасте 42-х лет.